# Palais Pollack-Parnau
Das Palais Pollack-Parnau war ein Ringstraßenpalais und befand sich am Schwarzenbergplatz 5 im 3. Wiener Gemeindebezirk Landstraße.

## Geschichte
Der fünfgeschoßige, monumentale, verhalten klassizistische Bau wurde für den Textilindustriellen Bruno Pollack von Parnau (1879–1958) nach Entwürfen des Architekten Ernst von Gotthilf kurz vor 1914 im äußeren Bereich des Schwarzenbergplatzes errichtet. Er verweist stilistisch bereits auf die konservativeren Architekturströmungen der Zwischenkriegszeit. Die Familie des Bauherrn bewohnte die Beletage, die übrigen Wohngeschoße wurden vermietet. 1938 verfiel das Gebäude der Arisierung, das Bauwerk in prominenter Lage wurde nach einer leichten Umgestaltung der Fassade zur Kreisleitung der NSDAP für den dritten Bezirk. 1944 wurde das Palais durch eine Fliegerbombe schwer beschädigt. Nach 1945 wurde das weitgehend zerstörte Gebäude der Besitzerfamilie restituiert, die es danach verkaufte. 1958 wurde an seiner Stelle ein Bürogebäude des Steyr-Daimler-Puch-Konzerns errichtet, typischerweise mit beinahe der doppelten Zahl von Geschoßen. Auch dieser Bau wurde unterdessen abgerissen, es ist, unter anderem durch Vorrückung der Hauptfassade gegen den Platzraum, eine erneute Bebauungsverdichtung zu erwarten.